# Turnia Zwornikowa
Die Turnia Zwornikowa ist ein Berg an in der polnischen Hohen Tatra mit 1962 m. ü.N.N. 

## Lage und Umgebung
Unterhalb des Gipfels liegt der Bergsee Meerauge im Tal Dolina Rybiego Potoku. Der Bergpass Przełączka za Turnia Zwornikowa trennt ihn von dem Gipfel der Cubryna.

## Etymologie
Der polnische Name Turnia Zwornikowa lässt sich als Verbindungsturm übersetzen.

## Flora und Fauna
Trotz ihrer Höhe besitzt die Turnia Zwornikowa eine bunte Flora und Fauna. Es treten zahlreiche Pflanzenarten auf, insbesondere hochalpine Blumen und Gräser. Neben Insekten und Weichtieren sowie Raubvögeln besuchen auch Murmeltiere und Gämsen den Gipfel.

## Besteigungen
Erstbesteigungen:
- Sommer – Ludwik Grühn und Mieczysław Świerz am 13. August 1922, möglicherweise bereits Józef Bizoń und Stanisław Szulakiewicz am 23. Juli 1909
- Winter – Zbigniew Korosadowicz, Jan Staszel und Wawrzyniec Żuławski am 27. Dezember 1935

## Tourismus
Der Turnia Zwornikowa ist bei Kletterern ein beliebter Gipfel. Es führen jedoch keine markierten Wanderwege auf den Gipfel. Als Ausgangspunkt für eine Besteigung aus den Tälern eignet sich die Berghütte Schronisko PTTK nad Morskim Okiem.

## Belege
- Zofia Radwańska-Paryska, Witold Henryk Paryski, Wielka encyklopedia tatrzańska, Poronin, Wyd. Górskie, 2004, ISBN 83-7104-009-1.
- Tatry Wysokie słowackie i polskie. Mapa turystyczna 1:25.000, Warszawa, 2005/06, Polkart ISBN 83-87873-26-8.